# Blaí Briugu
Blaí Briugu (Blaí dell'Ostello) è un personaggio mitologico irlandese, appartenente al Ciclo dell'Ulster. Ricco proprietario di una locanda aveva un geis che gli imponeva di coricarsi con ogni donna sua ospite non accompagnata. Un giorno si recò al suo ostello Brig Bretach, moglie di Celtchar, non accompagnata. Per non spezzare il geis Blaí trascorse la notte a letto con lei, ma gli fu fatale: perse la vita per mano del marito infuriato. 
Viene considerato anche uno dei grandi dell'Ulster incaricati di diventare padre adottivo del piccolo Cú Chulainn, con la cura di proteggerlo e provvedere materialmente per lui.